# Polochion de Brass
Philemon brassi
Espèce
Statut de conservation UICN

 NT  : Quasi menacé
Le Polochion de Brass (Philemon brassi) est une espèce de passereaux de la famille des Meliphagidae.

## Répartition
Il est endémique du nord de la Nouvelle-Guinée occidentale.

## Habitat
Il habite les forêts humides tropicales et subtropicales de basse altitude et les zones de marais.
Il est menacé par la perte de son habitat.